# Вероніка гірська
Вероніка гірська (Veronica montana) — вид рослин родини подорожникові (Plantaginaceae), поширений в Алжирі, Тунісі, Туреччині, Грузії та Європі.

## Опис
Листки з подовженими черешками; листові пластини серцеподібно-яйцюваті або яйцюваті, велико-пильчаті. Китиці рідкі. Віночок 6–12 мм у діаметрі, білуватий, з блакитними жилками. Коробочка й на верхівці, і при основі виїмчаста. Багаторічна, лежаче-висхідна трава. Стебла 15–70 см завдовжки, гіллясті, рідко ворсисті. Листові пластини 15–30 × 15–30 мм, рідко запушені. Суцвіття 2–8-квіткові, залозисто запушені. Чашолистків 4, від зворотнояйцюватих до майже ромбічних. Насіння 4–12, субсфероїдальне, 2–2.3 × 1.5–2 мм, жовте, плоске, гладке.
Час цвітіння: червень — липень.

## Поширення й екологія
Поширений в Алжирі, Тунісі, Туреччині, Грузії та Європі від Португалії до України.
В Україні зростає у тінистих лісах — у Карпатах і прилеглих до них районах часто; на Поліссі дуже рідко (Житомир); у західному Лісостепу (Хмельницька обл.).